# Rhodostrophia telaria
Rhodostrophia telaria är en fjärilsart som beskrevs av Herrich-Schäffer 1847. Rhodostrophia telaria ingår i släktet Rhodostrophia och familjen mätare. Inga underarter finns listade.